# 1969 no jornalismo
Nesta página encontrará referências aos acontecimentos directamente relacionados com o jornalismo ocorridos durante o ano de 1969.

## Eventos
- Fundação do jornal regional português "Diário do Sul".

## Nascimentos
| Data           | Nome                 | Profissão                                    | Nacionalidade | Observações                                                      | Ref   |
| -------------- | -------------------- | -------------------------------------------- | ------------- | ---------------------------------------------------------------- | ----- |
| 14 de maio     | Mariana Godoy        | jornalista                                   | Brasil        |                                                                  |       |
| 2 de julho     | Daniel Oliveira      | político e jornalista                        | Portugal      |                                                                  |       |
| 29 de agosto   | Ulisses Costa        | radialista, comentarista e locutor esportivo | Brasil        |                                                                  |       |
| 31 de outubro  | Alec Duarte          | jornalista                                   | Brasil        |                                                                  |       |
| 12 de novembro | Monalisa Perrone     | jornalista                                   | Brasil        |                                                                  |       |
| ??             | Catarina Portas      | jornalista e empresária                      | Portugal      |                                                                  | [ 1 ] |
| ??             | Pedro Teixeira Neves | jornalista, fotógrafo e escritor             | Portugal      | Prémio Retratar Um Livro Prémio de Fotografia Reflexos de Lisboa | [ 2 ] |

## Mortes
| Data           | Nome       | Profissão                         | Nacionalidade | Observações | Ref |
| -------------- | ---------- | --------------------------------- | ------------- | ----------- | --- |
| 12 de agosto   | Múcio Leão | poeta e jornalista                | Brasil        | n.1898      |     |
| 22 de dezembro | José Régio | escritor, jornalista e dramaturgo | Portugal      | n. 1901     |     |